# Siavach

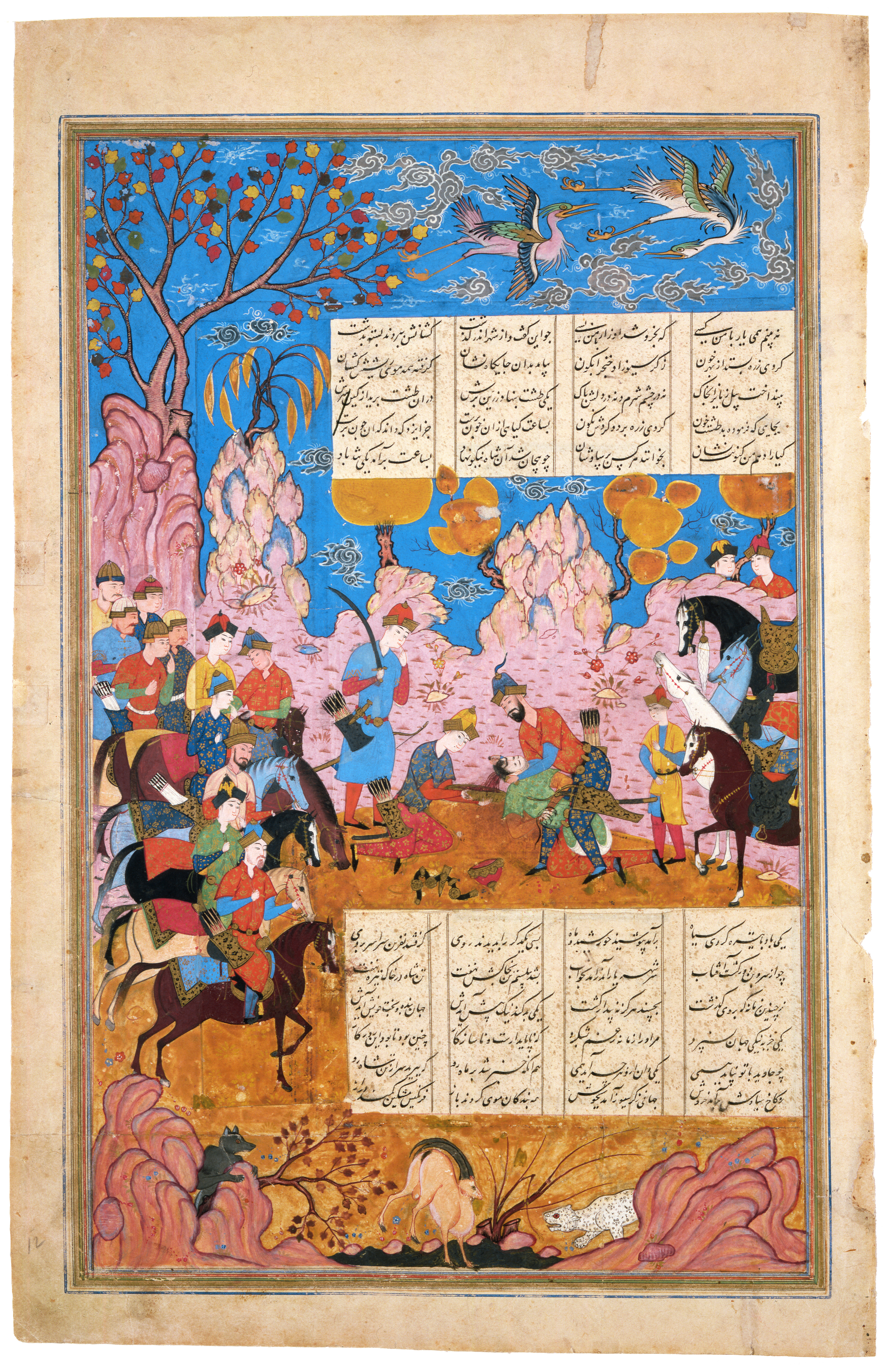
Le Tueur de Siyavash

Siavach (en persan : سیاوش / Siyâvaš)  ou Siavush, Siavukhsh, Siyavash, ou Seyavash  est une figure majeure dans l’œuvre épique de Ferdowsi, le Livre des Rois. Il était un prince légendaire persan de l’ancien temps de l’Empire perse. Il était le fils de Kay Kāvus, le Chah d’Iran à l’époque. 
La trahison de sa belle-mère, Sudabeh, aux avances de qui il se déroba afin de ne pas trahir son père, le contraint à s’exiler à Touran. Malgré son innocence, le roi touranien, Afrasiab, donna l'ordre de le tuer. 
Il est symbole de l’innocence dans la Littérature persane. Son nom signifie " Quelqu’un avec un cheval noir ". Ferdowsi dans le Shahnameh dénomme son cheval Shabrang Behzād (en persan :شبرنگ بهزاد) signifiant littéralement " Nuit colorée pure-née".
Il fut vengé ultérieurement par son fils Kai Khosro.

## Mythe
Dès sa naissance, à la suite d'un mauvais présage des astrologues, Siavach est confié à Rostam par son père, le roi Kay Kāvus. Il est élevé à Zâbol, dans une demeure construite pour lui dans un verger. Très tôt, Rostam lui apprend à faire du cheval, tirer à l’arc et se servir d’un lasso. Il lui apprend par ailleurs à diriger la cour royale, distinguer le bien du mal, tenir la célébration des festins et maintenir son rôle princier de haut dignitaire. Siavach senti lui-même le moment de se rendre à nouveau auprès de son père, afin de prouver qu'il était devenu un prince capable de régner avec sagesse. Rostam accompagne son pupille à la cour royale.
Siavach a su parfaitement satisfaire les exigences de Kay Kāvus et il est reçu chaleureusement et en grande pompe au palais. Chez Kay Kāvus, Siavach est un bon fils, talentueux dans tous les domaines et bien éduqué. Il est mentionné qu'il est encore trop jeune pour porter la couronne. Le roi lui confie la charge de diriger Tisfun et le fait seigneur du Kavarestan, le pays au-delà du fleuve Oxus.
Le prince ayant grandi, et devant tant de beauté et de talent, l'épouse officielle de son père, Sudabeh, fille de Hamavaranshah, en tombe amoureuse. Sudabeh se rend auprès du roi et fait l'éloge du prince, proposant de le marier à une des demoiselles de lignée royale sous son autorité. Elle demande que Siavach soit envoyé au harem pour voir toutes les filles et en choisir une comme légitime épouse. Le roi approuve cette proposition et la transmet à Siavach. Le prince se demande s'il s'agit d'un piège pour tester son honnêteté et il rétorque qu'il devrait plutôt être envoyé auprès de maîtres d'armes ou de personnes capables de parfaire ses connaissances, plutôt qu'au harem. Devant l'insistance de son père qui le rassure sur ses intentions, il cède. Par ordre du roi, Hirbad accompagne Siavach au harem. Sudabeh y est assise sur un trône de brocard richement orné, avec à ses pieds un esclave et une longue tresse de bijoux qui s'étale jusqu'au sol. Elle accueille le prince en l'enlaçant et en lui susurrant des mots qu'il trouve inappropriés. Il se dirige rapidement vers les autres filles qui l'assoient sur un trône d'or. Siavash retourne voir son père en sortant, et vante les splendeurs du palais, mais il n'a pas choisi d'épouse.
Kay Kāvus répète son souhait de vouloir l’envoyer choisir une femme du harem, mais Siavach refuse d’y retourner. Sudabeh envoie Hirbad quérir la présence de Siavach au harem. Elle passe en revue toutes les filles avec lui et devant son silence, tente de le séduire une nouvelle fois. Il la voit comme une mère, refuse ses avances et sort alors que son père arrive.
Une dernière fois, Sudabeh appelle le prince dans ses quartiers. Elle tente à nouveau de le séduire sans y parvenir, puis le menace. Si elle ne peut pas profiter de l'amour du prince, elle est prête à détruire sa réputation jusqu'à ce que le roi le regarde avec dégout. Après cette dernière tentative infructueuse pour le conquérir, Sudabeh entre dans une rage folle, se lacère le visage, déchire ses propres habits et hurle de toutes ses forces. La cour du palais se rassemble, mais le roi les fait sortir. Devant lui, son épouse feint une fausse accusation contre le prince, qui aurait intenté à sa vertu.
Croyant que Siavach a préféré sa femme, le roi suppose que seule la mort pourra expier son crime. Il sent les mains de Siavach, qui n'exhalent aucun parfum, ensuite les robes de Sudabeh, qui au contraire, sentent l'eau de rose, et le vin. À la suite de cette découverte, le roi retient son jugement et décide de s'arrêter là et que chacun garde le silence, même s'il commence à douter de Sudabeh.
Les nuits qui suivent, Sudabeh élabore un stratagème odieux pour confirmer que le prince l'a violentée et mettre au point sa vengeance. Alors enceinte, elle fait appel à l'une de ses proches amies, une sorcière, qui traverse une grossesse difficile avec des jumeaux. Sudabeh lui promet de l'or et lui fait accepter d'avaler une drogue abortive. Les jumeaux mort-nés de la sorcière, en plus d'être sans vie, ressemblent à deux démons. Sudabeh s'en sert pour faire croire au palais qu'il s'agit de ses enfants, dont elle aurait accouché durant la nuit, et accuse Siavash de cette terrible tragédie.
Kay Kāvus s'en remet à des astrologues, qui prouvent en une semaine que Sudabeh a menti et que ces enfants ne sont pas ceux du couple royal. La sorcière est interrogée calmement, puis menacée, puis torturée, mais ne révèlera jamais le complot. Sudabeh avance alors que ce sont les astrologues qui mentent, car ils craignent que Siavash les exécute en secret.
Le roi est dans une impasse. Il fait appeler des prêtres, et décide de tester l’innocence de Siavach par l’épreuve du feu. Siavach se prépare à subir la terrible épreuve à laquelle il a été condamné, en rassurant son père de ne pas s’alarmer. Un bûcher gigantesque est allumé entre plusieurs collines avec pour seul moyen de le traverser : un passage aussi étroit que quatre cavaliers côte à côte. Siavach, portant un casque et une robe blanche se précipite au travers du feu sur son cheval noir, Siah. Quand Siavach réapparaît sain et sauf, son innocence est prouvée. Kay Kāvus est maintenant déterminé à condamner Sudabeh à mort, non seulement pour sa propre culpabilité, ses mensonges, son infamie, mais aussi pour avoir exposé son fils à un tel danger.
À la fin du mythe, Siavach intercède pour elle et Sudabeh est épargnée.

## Siavach et Afrassiab
Afrassiab projette une autre invasion contre l’Iran, mais cette menace a été défaite. Tout de suite on a su intelligemment qu’Afrassiab avait assemblé une autre armée afin de faire irruption en Iran ; et Kavus, considérant que ce Tartare ne pourrait être retenu ni par promesse, ni par serment, conclut qu’à cette occasion il doit prendre l’affaire en main, pénétrant dans son territoire aussi loin que Balkh, s’emparant du pays pour donner un exemple aux non-habitants. Mais Siavach demande d’y être engagé, et pour obtenir le consentement du Shah, en ajoute le conseil de Rostam. Le Shah a référé l’affaire à Rostam, qui a candidement déclaré qu'il n’était pas nécessaire pour sa majesté de procéder personnellement à la guerre ; ainsi rassuré, il réclame toutes les ressources de son empire pour équiper les troupes d’appoint qui les accompagnent.
Un mois plus tard, l’armée  se met en route vers Balkh, le point de l’attaque.
D’autre part, Garsivaz, le gouverneur de l’État de Balghar, joint des légions du Tartare à Balkh, sous le commandement de Barman, qui s'unissent devant l’ennemi persan. À la suite d'un conflit de trois jours, ils sont battus et obligés de se retirer du front. Lorsque la nouvelle de cette calamité est parvenue jusqu’à  Afrassiab, il avait ultérieurement rêvé d’une forêt pleine de serpents où l’air était sombre par la présence d’innombrable d’aigles dans le ciel. Il a demandé conseil auprès de ses astrologues, mais ils ont hésité en refusant de donner une explication pour cette vision. Finalement, un sage nommé Saquim  interprète ce rêve comme le signe de leur défaite en trois jours. Afrassiab, envoie Garsivaz au chef de régiment de Siavach, avec des cadeaux comme des chevaux, armures et épées pour une demande de paix.
Entre-temps, Siavach était inquiet de poursuivre l’ennemie à travers Jihun. Lorsque Garsivaz arrive à son ambassade il est reçu avec distinction, et l’objet de sa mission étant compris, un conseil secret est tenu pour déterminer la réponse qu’on doit y donner. Alors on conclut en approuvant des conditions nécessaires à cette demande: Premièrement, une centaine de chevaux pures races en dédommagement, secundo la restitution et la restauration de toutes les provinces iraniennes que les Touraniens se sont emparées.
Garsivaz envoie un messager à Afrassiab pour l’informer des conditions requises, et sans le moindre délai, elles étaient approuvées. Une centaine de guerriers étaient rapidement en route ; Boukhara et Samarkand, Hajj et Pendjab, étaient fidèlement délivrées à Siavach.Afrassiab lui-même s’est retiré jusqu’à Gungduz.
Les négociations étant conclues, Siavach envoie une lettre à son père par le biais de  Rostam. Kavus désapprouve les termes et blâme son fils, Siavach. Pour cette raison, Kavus  nomme un le commandant de l’armée persane à Tus, lui ordonnant de faire avancer ses troupes contre  Afrassiab, et envoie un ordre à  Siavach  de retourner et d’apporter les cents otages. Siavach est très offensé par cet ordre, il consulte Zanga og Shavaran et, selon ce conseil, il doit écrire une lettre à Kavus, exprimant son souhait à vouloir renouveler la guerre et tuer les otages. Mais Siavach pense qu’il doit tenir sa promesse donc il décide de quitter l’Iran et de partir pour Touran, le pays d’Afrassiab.

## Siavach au Touran
Au Touran, Afrassiab reçoit Siavach chaleureusement. Le vieux vizir Touranien, Piran Visah marie sa fille Jurairah à Siavach. Ensuite, Siavach épouse Faranguis, la fille d’Afrasiab. Le second mariage est en conséquence maintenu, et Afrassiab est très content de cette union à tel point qu’il a désigné la mariée et son mari à la souveraineté du Khotan. Au Khotan, Siavach fonde la ville de Siavashgird et le Château de Gang. Piran Visah et Garsiwaz tous les deux ont visité la ville de Siavach.
Les nouvelles des préparations de la guerre d'Afrassiab rassurent Siavach du bon conseil que Garsivaz lui a donné. Siavach et ses partisans n’ont pas fait la guerre avec la grande armée en opposition. Tous les hommes de Siavach ont été tués et décapités. Les femmes ont été prises en esclavage, maintenues prisonnières à Kiman.
Entre-temps, Afrassiab arrive pour l’entourer et tuer Siavach avec un tir à l’arc mais il se retient. Siavach est décapité. Sa mort est commémorée par certains Iraniens, surtout à Chiraz, dans le jour nommé Siavashun.